# (35267) 1996 PO7
1996 PO7 (asteroide 35267) é um asteroide da cintura principal. Possui uma excentricidade de 0.09762910 e uma inclinação de 1.96492º.
Este asteroide foi descoberto no dia 8 de agosto de 1996 por Eric Walter Elst em La Silla.